# 中山信宝
中山 信宝（なかやま のぶとみ、弘化元年（1844年） - 文久元年3月1日（1861年4月10日））は、常陸松岡藩の当主。水戸藩附家老・中山家13代。第3代当主・中山信守の三男。官位は従五位下、備前守。幼名、菊太郎、龍吉。
安政5年（1857年）1月、父の死により家督を相続した。同年12月29日、従五位下・備前守に叙任。翌安政6年5月より起きた水戸藩の騒擾事件の鎮圧に力を尽くしたが、明治維新まで混乱は収まることはなかった。文久元年（1861年）1月3日に没した。16歳だったため子がなく、弟の信徴を養子とした。墓所は埼玉県飯能市の智観寺。

## 系譜
父母
- 中山信守（父）
- 小熊氏 - 側室（母）

養子
- 中山信徴 - 信守の四男